# Mirafra williamsi
Mirafra williamsi là một loài chim trong họ Alaudidae.